# Tesfaye Tadesse Gebresilasie
Tesfaye Tadesse Gebresilasie, M.C.C.J. (Harar, 22 de setembro de 1969) é um prelado etíope da Igreja Católica Romana, pertence ao Instituto dos Missionários Combonianos do Sagrado Coração de Jesus, bispo auxiliar da Arquieparquia de Adis Abeba desde 2024.

## Biografia
Nasceu em Harar, Etiópia, em 22 de setembro de 1969. Fez os primeiros votos no Instituto Comboniano em Hawassa, em 1991, e a profissão solene em 1 de novembro de 1994. Foi ordenado sacerdote em sua arquidiocese natal, Adis Abeba, em 26 de agosto de 1995.
Imediatamente após concluir seus estudos de teologia em Roma, passou um ano no Egito para aprender árabe e depois foi trabalhar no Sudão, de 1997 a 2000. Estudou e obteve sua licenciatura no Pontifício Instituto de Estudos Árabes e Islâmicos em Roma (2000-2001).
Retornou então para a Etiópia, onde realizou serviço pastoral e, após um breve curso de formação no Salesianum (UPS), trabalhou na promoção e formação vocacional de 2003 a 2004. Em 2005, foi eleito superior provincial dos combonianos na Etiópia, cargo que ocupou até 2009. Durante esse período, também foi presidente da Associação dos Superiores Maiores da Etiópia.
No 17º Capítulo Geral em 2009, foi eleito conselheiro geral, responsável pela Formação Básica e pelas Circunscrições da África anglófona e Moçambique. No capítulo geral seguinte, em 30 de setembro de 2015, foi eleito superior geral. Sucedeu então ao Pe. Enrique Sánchez González e foi o primeiro africano a ocupar o cargo. Foi reeleito, por grande maioria, o 19º Capítulo Geral, em 25 de junho de 2022, em Roma para mais um sexênio.
Em 6 de novembro de 2024, foi nomeado pelo Papa Francisco como bispo auxiliar de Adis Abeba, recebendo a dignidade de bispo titular de Cleopatride. Recebeu a ordenação episcopal em 2 de fevereiro de 2025, na Catedral da Natividade da Bem-Aventurada Virgem Maria de Adis Abeba, do cardeal arquieparca de Adis Abeba, Berhaneyesus Souraphiel, coadjuvado por Menghesteab Tesfamariam, M.C.C.J., arquieparca de Asmara da Igreja Católica Eritreia e por Abraham Desta, vigário apostólico de Meki.